# いぶき2号
いぶき2号（いぶき2ごう、GOSAT-2 : ゴーサット-2、Greenhouse gases Observing SATellite-2）は、日本の温室効果ガス観測技術衛星。環境省、国立環境研究所（NIES）、宇宙航空研究開発機構（JAXA）の3機関共同ミッションとして開発された。
地球温暖化の原因とされている二酸化炭素やメタンガス、一酸化炭素の温室効果ガスの濃度分布を宇宙から観測する。2018年10月29日にH-IIAロケット40号機で種子島宇宙センターから打ち上げられた。2009年打上げのいぶき（GOSAT）後継機として開発され、両衛星とも運用中である。プロジェクト総開発費用は399億円（うち、衛星開発215億円、打ち上げ費用104億円）で、環境省とJAXAからの折半となった。

## 概要
GOSAT-2は2014年3月のプロジェクト移行審査を経てプロジェクトが開始された。ミッション要求として、気候変動に関する政策への貢献を掲げ、将来予測の不確実性の低減や温室効果ガス排出量の監視、排出源モニタ、PM2.5のモニタなどを通して、排出量削減目標や排出量削減努力の評価・大気汚染に関する政策への貢献が期待された。
衛星本体、センサ、地上系設備、打ち上げについてはJAXAが担当し、アルゴリズム開発・データ処理・配布をJAXAと国立環境研究所が分担、環境省が行政利用する体制となっている。
設計寿命の5年を超過した2023年12月26日にプロジェクト終了審査会が実施され、定常運用を終了して後期利用に移行した。プロジェクト終了審査時点では太陽電池パドル回転機構やバッテリセルの残寿命が5年程度あると見積もられている。

## 設計

### ミッション部
- TANSO-FTS-2（温室効果ガス観測センサ2型）[5][6]
  - バンド1（観測対象：O2）
    - 波数：12,950-13,250 cm-1

  - バンド2（観測対象：CO2、CH4）
    - 波数：5,900-6,400 cm-1

  - バンド3（観測対象：CO、CO2、H2O）
    - 波数：4,200-5,200 cm-1

  - バンド4（観測対象：CH4、H2O）
    - 波数：1,188-1,800 cm-1

  - バンド5（観測対象：CO2、温度）
    - 波数：700-1,188 cm-1
- TANSO-CAI-2（雲・エアロゾルセンサ2型）[7]
  - 前方視
    - バンド1（観測波長：0.339μm）
    - バンド2（観測波長：0.441μm）
    - バンド3（観測波長：0.672μm）
    - バンド4（観測波長：0.865μm）
    - バンド5（観測波長：1.630μm）

  - 後方視
    - バンド6（観測波長：0.377μm）
    - バンド7（観測波長：0.546μm）
    - バンド8（観測波長：0.672μm）
    - バンド9（観測波長：0.865μm）
    - バンド10（観測波長：1.630μm）

### バス部
衛星バスはだいち2号をベースに開発された。